# 2MASS J03261367+2950152
2MASS J03261367+2950152 ist ein Brauner Zwerg in einer Entfernung von etwa 100 Lichtjahren im Sternbild Widder. Er wurde 1999 von J. Davy Kirkpatrick et al. entdeckt. Er gehört der Spektralklasse L3.5 an; seine Oberflächentemperatur beträgt etwa 2000 Kelvin. Seine Eigenbewegung beträgt 0,0694 Bogensekunden pro Jahr.